# Ʈ
T quặt lưỡi (Ʈ, ʈ) là chữ Latinh có nghĩa âm tắc quặt lưỡi vô thanh [ʈ]. Dạng viết hoa được gọi T châu Phi (African T) trong tiêu chuẩn Unicode vì nó được sử dụng chủ yếu trong các ngôn ngữ châu Phi có bảng chữ cái phỏng theo bảng chữ cái mẫu châu Phi, bao gồm các tiếng Ewe, Fon, Aja, và Bassa. Dạng viết thường, tức "t có đuôi" hoặc "t có móc quặt lưỡi", cũng có nghĩa âm tắc quặt lưỡi hữu thanh trong Bảng phiên âm quốc gia. Tuy nhiên, trong các bảng phiên âm Ấn Độ, phụ âm này được ghi là chữ d có dấu nặng: ṭ.
Trong Unicode, dạng viết hoa Ʈ là ký tự U+01AE trong khối Latin Extended-B, trong khi dạng viết thường ʈ là U+0288 trong khối IPA Extensions.
| Bảng Unicode IPA mở rộng Official Unicode Consortium code chart: IPA Extensions Version 13.0 |   |   |   |   |   |   |   |   |   |   |   |   |   |   |   |   |
|                                                                                              | 0 | 1 | 2 | 3 | 4 | 5 | 6 | 7 | 8 | 9 | A | B | C | D | E | F |
| U+025x                                                                                       | ɐ | ɑ | ɒ | ɓ | ɔ | ɕ | ɖ | ɗ | ɘ | ə | ɚ | ɛ | ɜ | ɝ | ɞ | ɟ |
| U+026x                                                                                       | ɠ | ɡ | ɢ | ɣ | ɤ | ɥ | ɦ | ɧ | ɨ | ɩ | ɪ | ɫ | ɬ | ɭ | ɮ | ɯ |
| U+027x                                                                                       | ɰ | ɱ | ɲ | ɳ | ɴ | ɵ | ɶ | ɷ | ɸ | ɹ | ɺ | ɻ | ɼ | ɽ | ɾ | ɿ |
| U+028x                                                                                       | ʀ | ʁ | ʂ | ʃ | ʄ | ʅ | ʆ | ʇ | ʈ | ʉ | ʊ | ʋ | ʌ | ʍ | ʎ | ʏ |
| U+029x                                                                                       | ʐ | ʑ | ʒ | ʓ | ʔ | ʕ | ʖ | ʗ | ʘ | ʙ | ʚ | ʛ | ʜ | ʝ | ʞ | ʟ |
| U+02Ax                                                                                       | ʠ | ʡ | ʢ | ʣ | ʤ | ʥ | ʦ | ʧ | ʨ | ʩ | ʪ | ʫ | ʬ | ʭ | ʮ | ʯ |